# Discografia de Pabllo Vittar
A discografia de Pabllo Vittar, um cantor e drag queen brasileiro, consiste em 6 álbuns de estúdio, 1 álbum ao vivo, 1 álbum de vídeo, 4 álbuns de remixes, 3 extended plays, 60 singles (incluindo 26 como artista convidado) e 7 singles promocionais lançados desde o início de sua carreira. Em dezembro de 2015, Vittar lançou seu EP de estreia Open Bar, produzido por Rodrigo Gorky, Maffalda, Omulu, Strausz e Masa. "Open Bar", "Minaj" e "Amante" foram lançadas como singles do EP. O videoclipe da canção "Open Bar" atingiu a marca de 1 milhão de visualizações no YouTube em menos de quatro meses. O material trouxe atenção de Vittar para a mídia.
Em janeiro de 2017, Vittar lançou seu primeiro álbum de estúdio, Vai Passar Mal, que veio a atingir a terceira posição do iTunes brasileiro em sua semana de estreia, além de nove das dez faixas que compõem o registro adentrarem na lista de 50 mais tocadas no Spotify. Entre os feitos do disco, Vittar se tornou o artista drag queen mais executado em todas as plataformas digitais. O segundo single do disco, "Todo Dia", foi considerado como a música do carnaval de 2017, além de atingir o terceiro lugar na lista "Viral 50 Global" do Spotify. O terceiro e quarto single do disco, "K.O.", e "Corpo Sensual" superaram o sucesso de "Todo Dia" e fizeram de Vittar o primeiro artista drag queen a adentrar nas paradas de sucesso do Brasil, atingindo a posição de número 58 e 67, respectivamente, na Brasil Hot 100 Airplay da Billboard Brasil. "Então Vai" e "Indestrutível" também foram lançadas como singles do álbum Vai Passar Mal.
Em paralelo aos singles do disco Vai Passar Mal, a canção "Sua Cara", que apresenta vocais de Anitta e Vittar, foi lançada como segundo single do extended play (EP) Know No Better, do grupo norte-americano Major Lazer. A canção atingiu o pico de número 49 no Hot 100 Airplay da Billboard Brasil e chegou ao top dez em Portugal. Nos charts da Billboard estadunidense, a canção alcançou o top 30 na Dance/Electronic Songs e na World Digital Songs.
Em agosto de 2018, em meio à inúmeras parcerias com artistas nacionais e internacionais, Pabllo lança "Problema Seu", como carro-chefe de seu segundo álbum de estúdio, Não Para Não (2018). Apesar de não ter entrado em nenhuma parada da Billboard brasileira, o single apareceu na posição de número 37 no Top 50 Streaming, da Pro-Música Brasil. Em seguida, "Disk Me" e "Seu Crime" foram lançadas como segundo e terceiro singles do álbum, respectivamente. "Disk Me" apareceu na posição de número 33 no Top 50 Streaming, da Pro-Música Brasil.

## Álbuns

### Álbuns de estúdio
| Álbum                   | Detalhes                                                                                                | Vendas Certificadas | Certificações  |
| ----------------------- | --- | ------------------- | -------------- |
| Vai Passar Mal          | - Lançamento: 10 de janeiro de 2017 - Formato(s): Download digital, streaming - Gravadora(s): BMT, Sony | - : 160.000         | - : 2× Platina |
| Não Para Não            | - Lançamento: 4 de outubro de 2018 - Formato(s): CD, download digital, streaming - Gravadora(s): Sony   | - : 80.000          | - : Platina    |
| 111                     | - Lançamento: 24 de março de 2020 - Formato(s): download digital, streaming - Gravadora(s): Sony        | - : 160.000         | - : 2× Platina |
| Batidão Tropical        | - Lançamento: 24 de junho de 2021 - Formato(s): Download digital, streaming - Gravadora(s): Sony        | - : 40.000          | - : Ouro       |
| Noitada                 | - Lançamento: 8 de fevereiro de 2023 - Formato(s): LP, download digital, streaming - Gravadora(s): Sony | - : 80.000          |                |
| Batidão Tropical Vol. 2 | - Lançamento: 9 de abril de 2024 - Formato(s): Download digital, streaming - Gravadora(s): Sony         | - : 40.000          |                |

### Álbuns ao vivo
| Álbum       | Detalhes                                                                                            |
| ----------- | --------------------------------------------------------------------------------------------------- |
| I Am Pabllo | - Lançamento: 14 de dezembro de 2021 - Formato(s): Download digital, streaming - Gravadora(s): Sony |

### Álbuns de remixes
| Álbum                   | Detalhes                                                                                                |
| ----------------------- | --- |
| Vai Passar Mal: Remixes | - Lançamento: 8 de dezembro de 2017 - Formato(s): Download digital, streaming - Gravadora(s): BMT, Sony |
| Não Para Não: Remixes   | - Lançamento: 10 de maio de 2019 - Formato(s): Download digital, streaming - Gravadora(s): Sony         |
| 111 Deluxe              | - Lançamento: 26 de novembro de 2020 - Formato(s): Download digital, streaming - Gravadora: Sony        |
| After                   | - Lançamento: 27 de julho de 2023 - Formato(s): Download digital, streaming - Gravadora(s): Sony        |

## Extended plays(EPs)
| Álbum                          | Detalhes                                                                                           |
| ------------------------------ | -------------------------------------------------------------------------------------------------- |
| Open Bar                       | - Lançamento: 2 de dezembro de 2015 - Formato(s): Download digital, streaming - Gravadora(s): BMT  |
| Up Next Session: Pabllo Vittar | - Lançamento: 11 de janeiro de 2018 - Formato(s): Download digital - Gravadora(s): BMT, Sony       |
| 111 1                          | - Lançamento: 31 de outubro de 2019 - Gravadora(s): Sony - Formato(s): Download digital, streaming |

## Singles

### Como artista principal
| 2015                                                                           | "Open Bar"                                                                           | —  | — | — | —  | —   | - : Ouro        | Open Bar                       |
| 2016                                                                           | "Minaj"                                                                              | —  | — | — | —  | —   |                 | Open Bar                       |
| 2016                                                                           | "Amante"                                                                             | —  | — | — | —  | —   |                 | Open Bar                       |
| 2016                                                                           | "Nêga"                                                                               | —  | — | — | —  | —   | - : Ouro        | Vai Passar Mal                 |
| 2017                                                                           | "Todo Dia" (part. Rico Dalasam)                                                      | —  | — | — | —  | —   |                 | Vai Passar Mal                 |
| 2017                                                                           | "K.O."                                                                               | 58 | 8 | — | —  | —   | - : Diamante    | Vai Passar Mal                 |
| 2017                                                                           | "Corpo Sensual" (part. Mateus Carrilho)                                              | 67 | 9 | — | —  | —   | - : 2× Diamante | Vai Passar Mal                 |
| 2018                                                                           | "Paraíso" (com Lucas Lucco)                                                          | 41 | — | — | —  | —   |                 | Não adicionado à nenhum álbum  |
| 2018                                                                           | "Então Vai" (part. Diplo)                                                            | —  | — | — | —  | —   |                 | Vai Passar Mal                 |
| 2018                                                                           | "Indestrutível"                                                                      | —  | — | — | —  | —   | - : Platina     | Vai Passar Mal                 |
| 2018                                                                           | "Problema Seu"                                                                       | —  | — | — | —  | 75  | - : Diamante    | Não Para Não                   |
| 2018                                                                           | "Disk Me"                                                                            | —  | — | — | —  | —   | - : Diamante    | Não Para Não                   |
| 2019                                                                           | "Seu Crime"                                                                          | —  | — | — | —  | —   | - : 2× Platina  | Não Para Não                   |
| 2019                                                                           | "Buzina"                                                                             | —  | — | — | —  | —   | - : 2× Platina  | Não Para Não                   |
| 2019                                                                           | "Flash Pose" (part. Charli XCX)                                                      | —  | — | — | —  | —   | - : 2× Platina  | 111 1                          |
| 2019                                                                           | "Parabéns" (part. Psirico)                                                           | —  | — | — | —  | —   | - : Diamante    | 111 1                          |
| 2019                                                                           | "Amor de Que"                                                                        | —  | — | — | —  | 145 | - : 2× Diamante | 111 1                          |
| 2020                                                                           | "Clima Quente" (part. Jerry Smith)                                                   | —  | — | — | —  | —   | - : Ouro        | 111                            |
| 2020                                                                           | "Tímida" (com Thalía)                                                                | —  | — | 9 | 13 | —   | - : Platina     | 111                            |
| 2020                                                                           | "Rajadão"                                                                            | —  | — | — | —  | —   | - : Platina     | 111                            |
| 2020                                                                           | "Bandida" (part. Pocah)                                                              | —  | — | — | —  | —   | - : 2× Platina  | 111 Deluxe                     |
| 2021                                                                           | "Ama Sofre Chora"                                                                    | —  | — | — | —  | —   | - : Platina     | Batidão Tropical               |
| 2021                                                                           | "Triste com T"                                                                       | —  | — | — | —  | —   | - : Platina     | Batidão Tropical               |
| 2021                                                                           | "Bang Bang"                                                                          | —  | — | — | —  | —   |                 | Batidão Tropical               |
| 2021                                                                           | "Number One" (com Rennan da Penha)                                                   | —  | — | — | —  | —   |                 | Não adicionado à nenhum álbum  |
| 2022                                                                           | "Trago Seu Amor de Volta" (part. Dilsinho)                                           | —  | — | — | —  | —   |                 | I Am Pabllo                    |
| 2022                                                                           | "Lovezinho" (part. Ivete Sangalo)                                                    | —  | — | — | —  | —   |                 | I Am Pabllo                    |
| 2022                                                                           | "Follow Me" (com Rina Sawayama)                                                      | —  | — | — | —  | —   |                 | Não adicionado à nenhum álbum  |
| 2022                                                                           | "Descontrolada" (com MC Carol)                                                       | —  | — | — | —  | —   |                 | Noitada                        |
| 2022                                                                           | "Ameianoite" (com Gloria Groove)                                                     | —  | — | — | —  | —   |                 | Noitada                        |
| 2023                                                                           | "Cadeado"                                                                            | —  | — | — | —  | —   |                 | Noitada                        |
| 2023                                                                           | "AEIOU" (com Rebecca e Vivi)                                                         | —  | — | — | —  | —   |                 | Não adicionado à nenhum álbum  |
| 2023                                                                           | "Sereia" (com Lia Clark)                                                             | —  | — | — | —  | —   |                 | Lia Clark - The Album          |
| 2023                                                                           | "Penetra" (Pedro Sampaio Remix) (com O Kannalha e Pedro Sampaio)                     | —  | — | — | —  | —   |                 | After                          |
| 2023                                                                           | "Bandidona" (com Pocah, DJ Biel do Furduncinho e Papatinho)                          | —  | — | — | —  | —   |                 | A Braba é Ela 2                |
| 2024                                                                           | "Pede pra Eu Ficar (Listen to Your Heart)"                                           | —  | — | — | —  | —   |                 | Batidão Tropical Vol. 2        |
| 2024                                                                           | "Ai Ai Ai Mega Príncipe"                                                             | —  | — | — | —  | —   |                 | Batidão Tropical Vol. 2        |
| 2024                                                                           | "Idiota"                                                                             | —  | — | — | —  | —   |                 | Batidão Tropical Vol. 2        |
| 2024                                                                           | "Eu Te Amo / Eu Te Odeio (Iô-Iô)" (com Fresno)                                       | —  | — | — | —  | —   |                 | Eu Nunca Fui Embora            |
| 2024                                                                           | "10/10" (com Priscilla)                                                              | —  | — | — | —  | —   |                 | Priscilla                      |
| 2024                                                                           | "Alibi" (com Sevdaliza e Yseult ou Pt. 2 com Anitta)                                 | 16 | — | — | —  | 38  |                 | Heroina                        |
| 2024                                                                           | "Quem Manda em Mim" (com Zaynara)                                                    | —  | — | — | —  | —   |                 | Não adicionado à nenhum álbum  |
| 2024                                                                           | "Hoje à Noite (Alone)" (com Nattan)                                                  | —  | — | — | —  | —   |                 | Batidão Tropical Vol. 2        |
| 2024                                                                           | "Planeta de Cores (Ascolta Il Tuo Cuore)" (com Mara Pavanelly e Forrozão Tropykália) | —  | — | — | —  | —   |                 | Batidão Tropical Vol. 2        |
| 2024                                                                           | "Ai Que Calor" (com Duda Beat)                                                       | —  | — | — | —  | —   |                 | Batidão Tropical Vol. 2        |
| 2024                                                                           | "Vira Lata" (com João Gomes)                                                         | —  | — | — | —  | —   |                 | Dois Lados                     |
| 2025                                                                           | "Nada Se Compara a Ti" (com Taty Girl)                                               | —  | — | — | —  | —   |                 | Baú da Taty 2, Pt. 2 (Ao Vivo) |
| 2025                                                                           | "Fantasía" (com Nathy Peluso ou remix com Clementaum e Filipe Guerra)                | —  | — | — | —  | —   |                 | ASA                            |
| 2025                                                                           | "Mexe" (com Nmixx)                                                                   | —  | — | — | —  | —   |                 | ASA                            |
| "—" denota canções que não entraram nas paradas ou não foram lançados no país. |                                                                                      |    |   |   |    |     |                 |                                |

### Como artista convidado
| Ano                                                                            | Canção                                                                                 | Melhores posições nas tabelas músicas | Melhores posições nas tabelas músicas | Melhores posições nas tabelas músicas | Melhores posições nas tabelas músicas | Melhores posições nas tabelas músicas | Melhores posições nas tabelas músicas | Certificações  | Álbum                         |
| Ano                                                                            | Canção                                                                                 | BRA                                   | ARG                                   | EUA Dance                             | EQU                                   | POR                                   | VEN                                   | Certificações  | Álbum                         |
| ------------------------------------------------------------------------------ | -------------------------------------------------------------------------------------- | ------------------------------------- | ------------------------------------- | ------------------------------------- | ------------------------------------- | ------------------------------------- | ------------------------------------- | -------------- | ----------------------------- |
| 2017                                                                           | "Tome Curtindo" (Brabo Remix) (Lia Clark part. Pabllo Vittar)                          | —                                     | —                                     | —                                     | —                                     | —                                     | —                                     |                | Não adicionado à nenhum álbum |
| 2017                                                                           | "Sua Cara" (Major Lazer part. Anitta e Pabllo Vittar)                                  | 49                                    | —                                     | 26                                    | 59                                    | 8                                     | 61                                    |                | Know No Better                |
| 2017                                                                           | "Decote" (Preta Gil part. Pabllo Vittar)                                               | —                                     | —                                     | —                                     | —                                     | —                                     | —                                     | - : Ouro       | Todas as Cores                |
| 2018                                                                           | "Joga Bunda" (Aretuza Lovi part. Pabllo Vittar e Gloria Groove)                        | —                                     | —                                     | —                                     | —                                     | —                                     | —                                     |                | Mercadinho                    |
| 2018                                                                           | "Eu Te Avisei" (Alice Caymmi part. Pabllo Vittar)                                      | —                                     | —                                     | —                                     | —                                     | —                                     | —                                     |                | Alice                         |
| 2018                                                                           | "Não Esqueço" (Niara part. Pabllo Vittar)                                              | —                                     | —                                     | —                                     | —                                     | —                                     | —                                     |                | Não adicionado à nenhum álbum |
| 2018                                                                           | "Come e Baza" (Remix) (Titica part. Pabllo Vittar)                                     | —                                     | —                                     | —                                     | —                                     | —                                     | —                                     |                | Não adicionado à nenhum álbum |
| 2018                                                                           | "Energia (Parte 2)" (Sofi Tukker part. Pabllo Vittar)                                  | —                                     | —                                     | —                                     | —                                     | —                                     | —                                     |                | Não adicionado à nenhum álbum |
| 2018                                                                           | "Caliente" (Lali part. Pabllo Vittar)                                                  | —                                     | 51                                    | —                                     | —                                     | —                                     | —                                     | - : Ouro       | Brava                         |
| 2019                                                                           | "Garupa" (Luísa Sonza part. Pabllo Vittar)                                             | —                                     | —                                     | —                                     | —                                     | —                                     | —                                     |                | Pandora                       |
| 2019                                                                           | "AmarElo" (Emicida part. Majur e Pabllo Vittar)                                        | —                                     | —                                     | —                                     | —                                     | —                                     | —                                     | - : 2× Platina | AmarElo                       |
| 2020                                                                           | "‎‎Comme Des Garçons (Like the Boys)" (Brabo Remix) (Rina Sawayama part. Pabllo Vittar)  | —                                     | —                                     | —                                     | —                                     | —                                     | —                                     |                | Sawayama (Deluxe Edition)     |
| 2020                                                                           | "Frequente(mente)" (Chameleo part. Pabllo Vittar)                                      | —                                     | —                                     | —                                     | —                                     | —                                     | —                                     |                | Ecdise                        |
| 2020                                                                           | "Modo Turbo" (Luísa Sonza part. Pabllo Vittar e Anitta)                                | —                                     | —                                     | —                                     | —                                     | —                                     | —                                     |                | Doce 22                       |
| 2021                                                                           | "Lento" (Brabo Remix) (Lauren Jauregui part. Pabllo Vittar e Brabo)                    | —                                     | —                                     | —                                     | —                                     | —                                     | —                                     |                | Não adicionado à nenhum álbum |
| 2021                                                                           | "Man's World" (Empress Of Remix) (Marina part. Pabllo Vittar)                          | —                                     | —                                     | —                                     | —                                     | —                                     | —                                     |                | Não adicionado à nenhum álbum |
| 2021                                                                           | "Flutua" (Johnny Hooker part. Pabllo Vittar e Majur)                                   | —                                     | —                                     | —                                     | —                                     | —                                     | —                                     |                | Não adicionado à nenhum álbum |
| 2021                                                                           | "Quedate" (Giolì & Assia part. Pabllo Vittar)                                          | —                                     | —                                     | —                                     | —                                     | —                                     | —                                     |                | Não adicionado à nenhum álbum |
| 2022                                                                           | "Tokyo" (Pabllo Vittar & CyberKills Remix) (Chameleo part. Pabllo Vittar e CyberKills) | —                                     | —                                     | —                                     | —                                     | —                                     | —                                     |                | Não adicionado à nenhum álbum |
| 2022                                                                           | "Volta pra Ficar" (Lukinhas part. Pabllo Vittar)                                       | —                                     | —                                     | —                                     | —                                     | —                                     | —                                     |                | Não adicionado à nenhum álbum |
| 2022                                                                           | "Cavalgada" (Lexa part. Pabllo Vittar)                                                 | —                                     | —                                     | —                                     | —                                     | —                                     | —                                     |                | Magnéticah                    |
| 2022                                                                           | "She Can Dance" (Brabo Remix) (Betty Who part. Pabllo Vittar)                          | —                                     | —                                     | —                                     | —                                     | —                                     | —                                     |                | Não adicionado à nenhum álbum |
| 2022                                                                           | "S de Saudade" (Remix) (Vitão part. Pabllo Vittar)                                     | —                                     | —                                     | —                                     | —                                     | —                                     | —                                     |                | Não adicionado à nenhum álbum |
| 2022                                                                           | "Sal" (Pedro Sampaio part. Pabllo Vittar)                                              | —                                     | —                                     | —                                     | —                                     | —                                     | —                                     |                | Não adicionado à nenhum álbum |
| 2023                                                                           | "Pearls" (Pabllo Vittar & Brabo Remix) (Jessie Ware part. Pabllo Vittar)               | —                                     | —                                     | —                                     | —                                     | —                                     | —                                     |                | Não adicionado à nenhum álbum |
| 2023                                                                           | "Oh the Glamour" (Aluna part. Pabllo Vittar, MNEK e Eden Prince)                       | —                                     | —                                     | —                                     | —                                     | —                                     | —                                     |                | Mycelium                      |
| 2023                                                                           | "Bruxaria 3000" (Gloria Groove, Mc Aleff e Yure IDD part. Pabllo Vittar)               | —                                     | —                                     | —                                     | —                                     | —                                     | —                                     |                | Futuro Fluxo                  |
| 2024                                                                           | "Cuba" (Remix) (Johnny Hooker e Marley no Beat part. Pabllo Vittar)                    | —                                     | —                                     | —                                     | —                                     | —                                     | —                                     |                | Não adicionado à nenhum álbum |
| 2024                                                                           | "Lololove" (Princesa Alba part. Pabllo Vittar)                                         | —                                     | —                                     | —                                     | —                                     | —                                     | —                                     |                | Como Si Fuese Real            |
| 2025                                                                           | "Place of My Own" (Maffalda Remix) (Purity Ring part. Pabllo Vittar e Maffalda)        | —                                     | —                                     | —                                     | —                                     | —                                     | —                                     |                | Não adicionado à nenhum álbum |
| "—" denota canções que não entraram nas paradas ou não foram lançados no país. |                                                                                        |                                       |                                       |                                       |                                       |                                       |                                       |                |                               |

### Singlespromocionais
| Ano  | Canção                                                  | Álbum                         |
| ---- | ------------------------------------------------------- | ----------------------------- |
| 2016 | "Rainha"                                                | Open Bar                      |
| 2017 | "Filhos do Arco-Íris" (com Artistas contra a Homofobia) | Não adicionado à nenhum álbum |
| 2018 | "Hasta la Vista" (com Luan Santana e Simone & Simaria)  | Não adicionado à nenhum álbum |
| 2018 | "Highlight" (part. Super Drags)                         | Não adicionado à nenhum álbum |
| 2019 | "Sente a Conexão" (com MC Kekel)                        | Não adicionado à nenhum álbum |
| 2022 | "Back in Bahia" (Spotify Singles)                       | Não adicionado à nenhum álbum |
| 2025 | "Salva Me" (Deezer Sessions de Verão 2025)              | Não adicionado à nenhum álbum |

## Outras aparições
| Canção                              | Ano  | Outro(s) artista(s)                              | Álbum                           |
| ----------------------------------- | ---- | ------------------------------------------------ | ------------------------------- |
| "I Got It"                          | 2017 | Charli XCX, Brooke Candy e CupcakKe              | Pop 2                           |
| "Feito Furacão"                     | 2018 | Mateus Carrilho                                  | Não Nega                        |
| "Shake It"                          | 2019 | Charli XCX, Big Freedia, CupcakKe e Brooke Candy | Charli                          |
| "The Girls"                         | 2019 | Iggy Azalea                                      | Wicked Lips                     |
| "Fun Tonight" (Pabllo Vittar Remix) | 2021 | Lady Gaga                                        | Dawn of Chromatica              |
| "Everybody"                         | 2022 | Honey Dijon e Urias                              | Black Girl Magic                |
| "Equalize"                          | 2023 | —                                                | Admirável Chip Novo (Re)Ativado |
| "Deixa Estar"                       | 2024 | Liniker e Lulu Santos                            | Caju                            |
| "São Amores"                        | 2025 | Taty Girl                                        | Baú da Taty 2, Pt. 2 (Ao Vivo)  |
| "Não É Papel de Homem"              | 2025 | Taty Girl                                        | Baú da Taty 2, Pt. 2 (Ao Vivo)  |

## Vídeos musicais
| Título                                                 | Ano  | Outro(s) artista(s) creditado(s)          | Diretor(es)                                        | Ref.   |
| ------------------------------------------------------ | ---- | ----------------------------------------- | -------------------------------------------------- | ------ |
| "Open Bar"                                             | 2015 | Nenhum                                    | Leocádio Rezende                                   | [ 28 ] |
| "Minaj"                                                | 2016 | Nenhum                                    | Leocádio Rezende                                   | [ 69 ] |
| "Amante"                                               | 2016 | Nenhum                                    | Leocádio Rezende                                   | [ 31 ] |
| "Nêga"                                                 | 2016 | Nenhum                                    | Sandrow Almeidan, Pabllo Vittar e Leocádio Rezende | [ 70 ] |
| "Todo Dia"                                             | 2017 | Rico Dalasam                              | Guilherme Batista e Fabrício Sassioto              | [ 71 ] |
| "K.O."                                                 | 2017 | Nenhum                                    | João Monteiro                                      | [ 72 ] |
| "Corpo Sensual"                                        | 2017 | Mateus Carrilho                           | Os Primos                                          | [ 73 ] |
| "Paraíso"                                              | 2018 | Lucas Lucco                               | Os Primos                                          | [ 74 ] |
| "Joga Bunda"                                           | 2018 | Aretuza Lovi e Gloria Groove              | Felipe Sassi                                       | [ 75 ] |
| "Eu Te Avisei"                                         | 2018 | Alice Caymmi                              | Os Primos                                          | [ 76 ] |
| "Eu Te Avisei" (Junior Fernandes Remix)                | 2018 | Alice Caymmi                              | Paula Mordente                                     | [ 77 ] |
| "Então Vai"                                            | 2018 | Diplo                                     | Hick Duarte                                        | [ 78 ] |
| "Indestrutível"                                        | 2018 | Nenhum                                    | Bruno Ilogti                                       | [ 79 ] |
| "Hasta La Vista"                                       | 2018 | Luan Santana e Simone & Simaria           | Bruno Ilogti                                       | [ 80 ] |
| "Não Esqueço"                                          | 2018 | Niara                                     | Pedro Alvarenga                                    | [ 81 ] |
| "Problema Seu"                                         | 2018 | Nenhum                                    | Os Primos                                          | [ 82 ] |
| "Energia (Parte 2)"                                    | 2018 | Sofi Tukker                               | James Rothman e Pete Quandt                        | [ 83 ] |
| "Disk Me"                                              | 2018 | Nenhum                                    | Os Primos                                          | [ 16 ] |
| "Highlight"                                            | 2018 | Super Drags                               | Bruno Ilogti                                       | [ 84 ] |
| "Seu Crime"                                            | 2019 | Nenhum                                    | Guilherme Nabhan e Louise W. Freshel               | [ 85 ] |
| "Buzina"                                               | 2019 | Nenhum                                    | Os Primos                                          | [ 86 ] |
| "Não Vou Deitar"                                       | 2019 | Nenhum                                    | Mayra Oliveira                                     | [ 87 ] |
| "Garupa"                                               | 2019 | Luísa Sonza                               | Os Primos                                          |        |
| "AmarElo"                                              | 2019 | Emicida e Majur                           | Sandiego Fernandes                                 |        |
| "Flash Pose"                                           | 2019 | Charli XCX                                | Tragik                                             |        |
| "Sente a Conexão"                                      | 2019 | MC Kekel                                  | Kaique Alves                                       |        |
| "Parabéns"                                             | 2019 | Psirico                                   | Pabllo Vittar e Flávio Verne                       |        |
| "Amor de Que"                                          | 2019 | Nenhum                                    | João Monteiro                                      |        |
| "Clima Quente"                                         | 2020 | Psirico                                   | Jacques Dequeker                                   |        |
| "Tímida"                                               | 2020 | Thalía                                    | Gus                                                |        |
| "Rajadão"                                              | 2020 | Nenhum                                    | Leocádio Rezende, Ernna Cost e Combo Estúdio       |        |
| "Frequente(mente)"                                     | 2020 | Chameleo                                  | Federico Devito                                    |        |
| "Bandida"                                              | 2020 | Pocah                                     | Pabllo Vittar e Flávio Verne                       |        |
| "Modo Turbo"                                           | 2020 | Luísa Sonza e Anitta                      | Alaska                                             |        |
| "Ama Sofre Chora"                                      | 2021 | Nenhum                                    | Pabllo Vittar e Flávio Verne                       |        |
| "Triste com T"                                         | 2021 | Nenhum                                    | Pabllo Vittar e Flávio Verne                       |        |
| "Flutua"                                               | 2021 | Johnny Hooker e Majur                     | –                                                  |        |
| "Bang Bang"                                            | 2021 | Nenhum                                    | Vinícius Cardoso                                   |        |
| "Number One"                                           | 2021 | Rennan da Penha                           | João Monteiro                                      |        |
| "Follow Me"                                            | 2022 | Rina Sawayama                             | Amber Park                                         |        |
| "Volta Pra Ficar"                                      | 2022 | Lukinhas                                  | Rafa Costakent                                     |        |
| "Cavalgada"                                            | 2022 | Lexa                                      | Fernando Moraes                                    |        |
| "S de Saudade" (Remix)                                 | 2022 | Vitão                                     | Marcel Woo e Tchinaman                             |        |
| "Descontrolada"                                        | 2022 | MC Carol                                  | GIGS                                               |        |
| "Ameianoite"                                           | 2022 | Gloria Groove                             | Fernando Nogari                                    |        |
| "Sal"                                                  | 2022 | Pedro Sampaio                             | João Monteiro                                      |        |
| "Cadeado"                                              | 2023 | Nenhum                                    | Zé Filho e Pedro Antino                            |        |
| "AEIOU"                                                | 2023 | Rebecca e Vivi                            | Giovanni Bianco                                    |        |
| "Sereia"                                               | 2023 | Lia Clark                                 | Vitin Allencar                                     |        |
| "Penetra" (Pedro Sampaio Remix)                        | 2023 | O Kannalha e Pedro Sampaio                | Leocádio Rezende                                   |        |
| "Bandidona"                                            | 2023 | Pocah, DJ Biel do Furduncinho e Papatinho | Vitin Allencar                                     |        |
| "Pede pra Eu Ficar (Listen to Your Heart)"             | 2024 | Nenhum                                    | Leocádio Rezende e Vitin Allencar                  |        |
| "Ai Ai Ai Mega Príncipe" (Visualizer)                  | 2024 | Nenhum                                    | Dr1nho                                             |        |
| "Eu Te Amo / Eu Te Odeio (Iô-Iô)"                      | 2024 | Fresno                                    | Medulla                                            |        |
| "Alibi"                                                | 2024 | Sevdaliza e Yseult                        | Nogari                                             |        |
| "Quem Manda em Mim"                                    | 2024 | Zaynara                                   | Getúlio Abelha                                     |        |
| "Hoje à Noite (Alone)" (Visualizer)                    | 2024 | Nattan                                    | Dr1nho                                             |        |
| "Planeta de Cores (Ascolta Il Tuo Cuore)" (Visualizer) | 2024 | Mara Pavanelly e Forrozão Tropykália      | Dr1nho                                             |        |
| "Ai Que Calor" (Visualizer)                            | 2024 | Duda Beat                                 | Dr1nho                                             |        |
| "Vira Lata"                                            | 2024 | João Gomes                                | —                                                  |        |
| "Fantasía"                                             | 2025 | Nathy Peluso                              | Bruno Ilogti                                       |        |

| Título                      | Ano  | Artista principal              | Diretor(es)                       | Ref.   |
| --------------------------- | ---- | ------------------------------ | --------------------------------- | ------ |
| "Sua Cara"                  | 2017 | Major Lazer e Anitta           | Bruno Ilogti                      | [ 88 ] |
| "Decote"                    | 2017 | Preta Gil                      | Nicole Heiniger e Giovanni Bianco | [ 89 ] |
| "Come e Baza"               | 2018 | Titica                         | One Movie                         | [ 90 ] |
| "Caliente"                  | 2018 | Lali                           | Os Primos                         |        |
| "Cuba (Remix)" (Visualizer) | 2024 | Johnny Hooker e Marley no Beat | Johnny Hooker                     |        |
| "Lololove"                  | 2024 | Princesa Alba                  | Bernardita Pastén                 |        |

| Título                             | Ano  | Artista     | Diretor(es)                    | Ref.   |
| ---------------------------------- | ---- | ----------- | ------------------------------ | ------ |
| "Insight"                          | 2016 | Luiza Possi | Thiago Teitelroit              | [ 91 ] |
| "Indecente"                        | 2018 | Anitta      | Bruno Ilogti                   | [ 92 ] |
| "Malibu" (At Home Edition)         | 2020 | Kim Petras  | –                              | [ 93 ] |
| "Mateo" (Quarantine Karaoke Video) | 2020 | Tove Lo     | Garrett Guidera e Conor Barron | [ 94 ] |